# Kichagga
Kichagga, ook wel Kichaga of Chaga genoemd, is een dialectcontinuüm in de Bantoetalen dat wordt gebruikt door de Wachagga, een etnische groep dat ten zuiden van de Kilimanjaro in Tanzania leeft.
Er zijn zes taalgroepen, die elk weer uit meerdere dialecten kan bestaan:
- West-Kichagga
- Centraal-Kichagga
- Rombo
- Kahe
- Gweno